# Aquismón
Aquismón är en kommun i Mexiko.   Den ligger i delstaten San Luis Potosí, i den centrala delen av landet, 250 km norr om huvudstaden Mexico City.
Följande samhällen finns i Aquismón:
- Tampate
- Tamcuime
- Tanute
- Tamápatz
- Puhuitzé
- Barrio la Cruz
- Alitzé
- Jol Mom
- Múhuatl
- Lanim
- Octujub o Campeche
- San Rafael Tamápatz
- San Isidro
- Mantezulel
- Tamcuem
- El Sauz
- Linjá
- La Cuchilla
- Santa Anita
- Tahuilatzén
- San Francisco
- Los Hornos
- Palo de Arco
- Barrio San Miguel
- Santa Rita
- La Unión de Guadalupe
- Eureka
- Puerto de Tantzotzob
- Tanquizul
- Tanchopol
- La Brecha
- La Reforma
- San Martín
- El Mirador
- La Mesa
- Jagüey Cercado
- Cuetáb
- Barrio de Jolja
- Barrio de las Golondrinas
- Barrio el Progreso
- La Cañada
- Sanjuanita
- Camarones
- Tan Tzajib
- Barrio San José
- Santa Anita Dos
- Barrio el Chamal
- Manja
- La Mesa
- Las Ánimas
- Barrio la Sagrada Familia
- La Laja
- Mina de Belemont
- El Túnel
- La Garita Tambaque
- Tangojo